# Cratere Petronius
Petronius  è un cratere sulla superficie di Mercurio.